# Wojciech Biedroń
Wojciech (Wojtek) Biedroń (ur. 25 września 1957 w Żywcu, zm. 9 lipca 2022) – polski reżyser teatralny i telewizyjny, twórca teledysków, także aktor filmowy i telewizyjny, scenarzysta i producent filmowy.

## Życiorys
Absolwent studiów na kierunku filologia polska na Uniwersytecie Jagiellońskim (1981) i Wydziału Reżyserii PWSFTviT w Łodzi (1985).
Pochowany na Cmentarzu Przemienienia Pańskiego parafii Narodzenia Najświętszej Marii Panny w Żywcu.

## Spektakle teatralne - reżyseria
- 1989: Hotel „Pod Kulą Ziemską” (Teatr Telewizji)
- 1990: Bóg (Teatr Telewizji)
- 1993: Żabusia (Teatr Dramatyczny im. Jerzego Szaniawskiego w Wałbrzychu)
- 2002: Falstaff (Teatr Wielki w Łodzi)

## Filmografia

### Role
- 1987: Ludojad jako Eugeniusz
- 1993: Kraj świata jako przewodniczący kolejki po paszport
- 1994: Spółka rodzinna jako demonstrant
- 2002: Kobieta z papugą na ramieniu jako Zygmunt Latawczyc
- 2003: Siedem przystanków na drodze do raju jako narzeczony z cmentarza
- 2004: Mało upalne lato jako wujek blondynki
- 2004: Park tysiąca westchnień jako właściciel gruchota
- 2004: Stacyjka jako Marian Dedoń, dyskryminowany mężczyzna
- 2005: Fortuna czyha w lesie jako Robert
- 2005: Klinika samotnych serc jako znajomy managera
- 2005: Oda do radości jako wodzirej
- 2005: Szaleńcy jako „Gruby”, znajomy ze szpitala
- 2006: Na dobre i na złe jako redaktor naczelny pisma medycznego
- 2008, 2009: Teraz albo nigdy! jako robotnik
- 2010: Duch w dom jako ojciec panny młodej (odc. 2)

### Reżyseria
- 1986: Jest jak jest (dokument)
- 1991: In flagranti
- 1994: Stefan Wierzbicki
- 1995: Wynalazek
- 1996: Aleja Przyjaciół
- 1996: Johannes Vermeer, malarz z Delft
- 1998: Art noc - vox clamans
- 1999: Wieszcz nie wieszcz...
- 2003: Samo życie

### Scenariusz
- 1986: Jest jak jest (dokument)
- 1991: In flagranti

### Produkcja
- 2002: Kobieta z papugą na ramieniu
- 2003: Historia matematyka Polski
- 2005: Lider

## Nagrody
- 1988: Srebrne Grono na Lubuskim Lecie Filmowym w Łagowie za film (etiudę szkolną) Magia kina
- 2000: Nagroda w kategorii reżyseria na IX Festiwalu Polskich Wideoklipów Yach Film za teledysk do piosenki Długość dźwięku samotności zespołu Myslovitz
- 2002: Nagroda Główna w Konkursie Kina Niezależnego na Festiwalu Polskich Filmów Fabularnych w Gdyni za film Kobieta z papugą na ramieniu